# La guerrillera de Villa
La geurrillera de Villa ist eine Tragikomödie mit Musik im Gewand eines Westerns, die Miguel Morayta 1969 in mexikanisch-spanischer Koproduktion inszenierte. Eine deutschsprachige Erstaufführung fand nicht statt.

## Handlung
Bei einem Staatsstreich wird der bisherige mexikanische Präsident Francisco Madero getötet. Pancho Villa greift daraufhin zu den Waffen, um für die Ideale der Revolution zu kämpfen. Ein zu dieser in Mexiko arbeitende Musiker überzeugt seine Freundin, den Varietéstar Reyes Mendoza, für die Sache Villas einzutreten und auch tatkräftige Unterstützung zu bieten; eine bekannte Sängerin würde unverdächtig sein. Dies tut Mendoza, die bei ihren Auftritten in Nordmexiko sich dabei aber Ricardo Penalver verliebt.